# Адлерберг, Александр Васильевич
Граф Алекса́ндр Васи́льевич А́длерберг (17 февраля 1860, Санкт-Петербург — 19 декабря 1915, Петроград) — русский государственный деятель, пензенский, псковский и санкт-петербургский (с 1914 — петроградский) губернатор, сенатор (1912). Почётный гражданин Пскова (1911).

## Биография

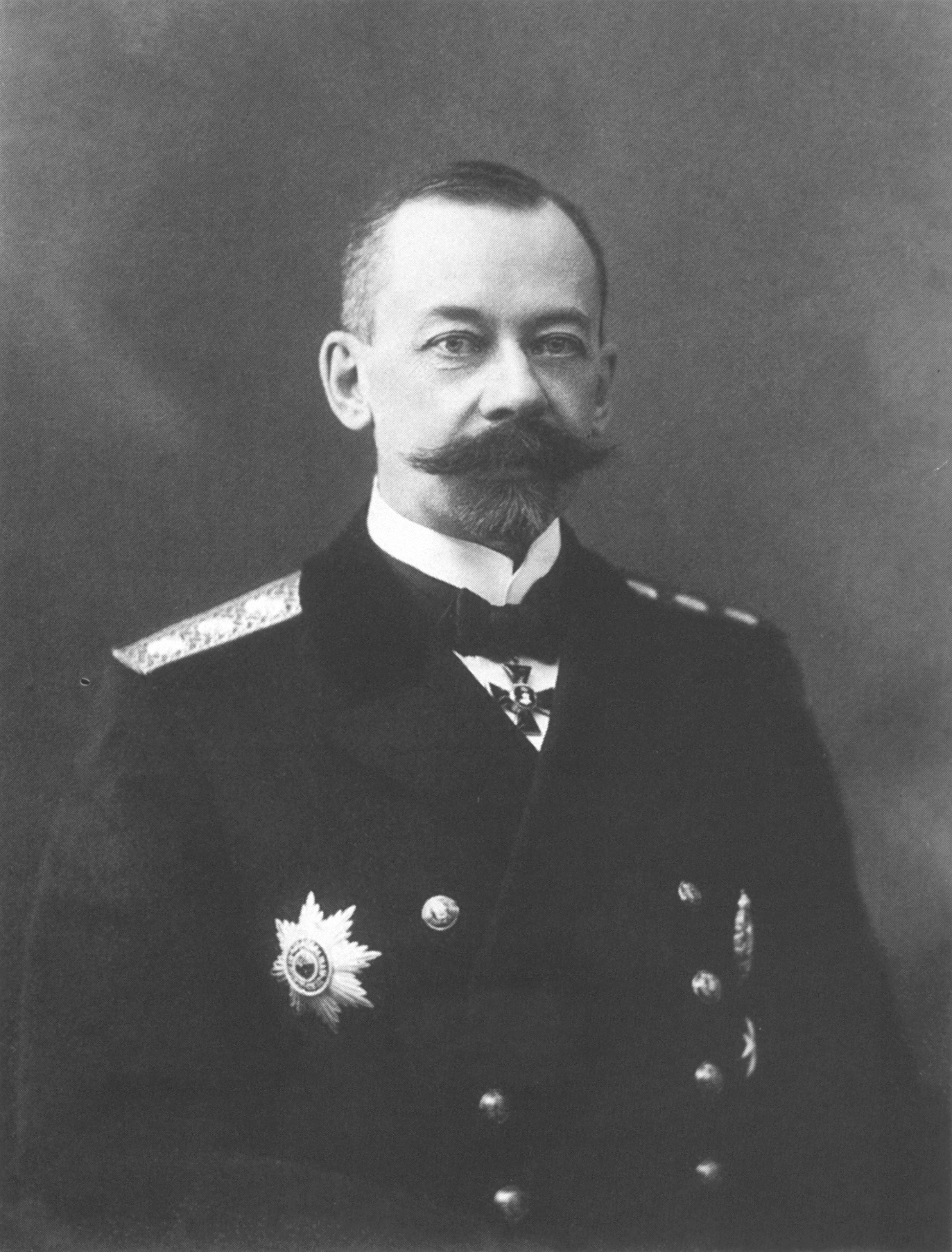
А. В. Адлерберг

Старший сын графа Василия Владимировича Адлерберга (1827—1905) и Екатерины Густавовны Кнорринг (1837—1909), внук генерала от инфантерии графа Владимира Фёдоровича Адлерберга.
Двухмесячным младенцем 2 апреля 1860 года был зачислен в пажи к Высочайшему двору. В том же году его дед В. Ф. Адлерберг получил определение Петербургского дворянского депутатского собрания о сопричастности внука Александра к его графскому роду. 
Воспитывался в Пажеском корпусе, по окончании которого в апреле 1878 года был выпущен корнетом в лейб-гусарский Павлоградский полк.
В 1879 году был переведён в Кавалергардский полк. Занимал должности полкового адъютанта, квартирмейстера и казначея, заведующего полковым оружием. Поручик (август, 1883). В феврале 1886 года переведён чиновником особых поручений при генерал-губернаторе Уральской области с переименованием в штабс-ротмистры армейской кавалерии. В 1888 году произведён в ротмистры. В 1890 году назначен советником Уральского областного правления. В 1891 году перешёл на статскую службу.
Чины: коллежский асессор (1890), надворный советник (1891), коллежский советник (1894), камергер (1895), статский советник (1896), действительный статский советник (1899), в должности шталмейстера (1903), шталмейстер (1907), тайный советник (1911).
Занимал посты Уфимского (1891—1893) и Псковского (1893—1898) вице-губернатора, Пензенского (1898—1903), Псковского (1903—1911) и Санкт-Петербургского (1911—1915) губернатора.
Во время его губернаторства в Пензе были построены здания Народного театра на территории Верхнего гулянья и Первой женской гимназии, создана Пензенская учёная архивная комиссия, установлена казённая винная монополия, а также состоялись празднования в память 50-летия со дня смерти В. Г. Белинского и торжества, посвящённые 100-летию со дня рождения А. С. Пушкина, при его участии в селе Маровке Мокшанского уезда был открыт памятник А. В. Суворову.
На коронации Николая II сопровождал принцессу Викторию Баттенбергскую, сестру императрицы. Встречал принцессу в Варшаве.
Во время первой русской революции графу удалось сохранить в Псковской губернии относительный порядок. Служа в губернии, принимал деятельное участие в общественной жизни: был членом многих общественных организаций, в 1895 году стал действительным членом открывшегося в Пскове отдела Императорского православного палестинского общества, особое внимание уделял поддержке Псковского археологического общества, изучению и популяризации псковской старины. Избирался почётным членом (1897) и дважды председателем (1897, 1903) ПАО. В 1898 году 
В 1911 году, после назначения в Санкт-Петербургскую губернию, Псковская городская дума избрала графа Адлерберга почётным гражданином Пскова, а местное дворянство приобрело для него земельный участок в Торошинской волости, после чего Псковское дворянское депутатское собрание внесло семью графа в пятую часть родословной книги Псковской губернии.
В январе 1912 году назначен сенатором, при этом оставаясь в должности петербургского губернатора.
Скончался 6 декабря 1915 года от болезни почек и склероза. Был похоронен на кладбище Иоанновского монастыря.

## Семья
В 1893 году женился на фрейлине императрицы Марии Фёдоровны Екатерине Николаевне Исаковой (1864—1948), дочери члена Государственного совета, генерал-адъютанта, генерала от инфантерии Николая Васильевича Исакова и его жены Анны, урождённой Лопухиной. Их дети:
- Николай (1894—1938), воспитанник Императорского училища правоведения, подпоручик 4-го стрелкового Императорской фамилии лейб-гвардии полка. В эмиграции во Франции[5].
- Василий (1895—1992), поручик 4-го лейб-гвардии стрелкового Императорской фамилии полка. В эмиграции в США.
- Анна Воейкова (1900—1990), в эмиграции в США.
- Александр (1903—1969).

## Награды
- Высочайшая благодарность за отличный порядок в губернии (1903)
- Орден Святого Владимира 3-й ст. (1902)
- Орден Святого Станислава 1-й ст. (1905)
- Орден Святой Анны 1-й ст. (1909)
- Орден Святого Владимира 2-й ст. (1913)
- Орден Белого Орла (1915)
- Медаль «В память коронации императора Александра III»
- Медаль «В память царствования императора Александра III»
- Медаль «В память коронации Императора Николая II»
- Медаль «За труды по первой всеобщей переписи населения» (1897)
- Медаль «В память 300-летия царствования дома Романовых» (1913)

Иностранные:
- гессенский орден Филиппа Великодушного, командорский крест 2-го класса (1897)
- черногорский орден Князя Даниила I 1-й степени (1912)
- бухарский Орден Золотой звезды с алмазами (1913)

## Память
В 1911 году Псковское губернское земство учредило стипендию имени графа Адлерберга в Псковском учительском институте.